# Carrie Falls
Die Carrie Falls sind ein Wasserfall im Mount-Aspiring-Nationalpark in der Region West Coast auf der Südinsel Neuseelands. In der Selborne Range der Neuseeländischen Alpen liegt im Lauf eines namenlosen Bachs, der unweit hinter dem Wasserfall in südlicher Fließrichtung in den Te Nahihi River mündet. Seine Fallhöhe beträgt 283 Meter.